# Катерина Лотаринзька (1585–1618)
Катерина Лотаринзька, також Катерина Майєннська, (фр. Catherine de Lorraine, Catherine de Mayenne), (1585 — 18 березня 1618) — французька принцеса з роду Гізів, бічної гілки Лотаринзького дому, донька герцога Майєннського Шарля де Гіза та Генрієтти Савойської-Війяр, дружина герцога Неверу та Ретеля Карла I.

## Життєпис
Катерина народилась близько 1585 року. Вона була третьою дитиною та старшою донькою в родині герцога Майєннського Шарля де Ґіза та його дружини Генрієтти Савойської-Війяр. Її батько в цей час був правителем Бургундії.
Дівчинка мала старших братів Генріха та Шарля Еммануеля, а також в сім'ї зростала донька Рената. Від першого шлюбу матері із Мельхіором де Пре, сеньйором де Монпеза, Катерина мала двох зведених братів та двох сестер.
У грудні 1588, після загибелі свої братів Генріха та Людовіка де Ґізів, Шарль де Ґіз став главою Католицької ліги. Воював на її чолі із Генріхом Наваррським. У 1595 році уклав із ним мир, втративши губернаторство над Бургундією, натомість отримавши фортеці Суассона, Сорра та Шалон-сюр-Сона, губернаторство в Іль-де-Франс та грошову компенсацію.
У віці 14 років Катерина була пошлюблена із 18-річним герцогом Неверу та Ретеля Карлом I з роду Ґонзаґа. Весілля відбулося 1 лютого 1599 в Суассоні. Благочестиве життя подружжя вважалося зразковим. У пари народилося троє синів та три доньки.
Герцогиня брала активну участь в адмініструванні феодів чоловіка та плануванні справ. Вона, як і Карл, була щиро благочестивою та побожною людиною. Сприяла створенню релігійних закладів, монастирів, абатств, церков, шкіл, лікарень.
Померла 18 березня 1618 в Парижі. Похована у катедральному соборі Неверу.
Її чоловік більше не одружувався. У 1627 році він став герцогом Мантуї, передавши згодом володіння їхньому онуку.

## Родина

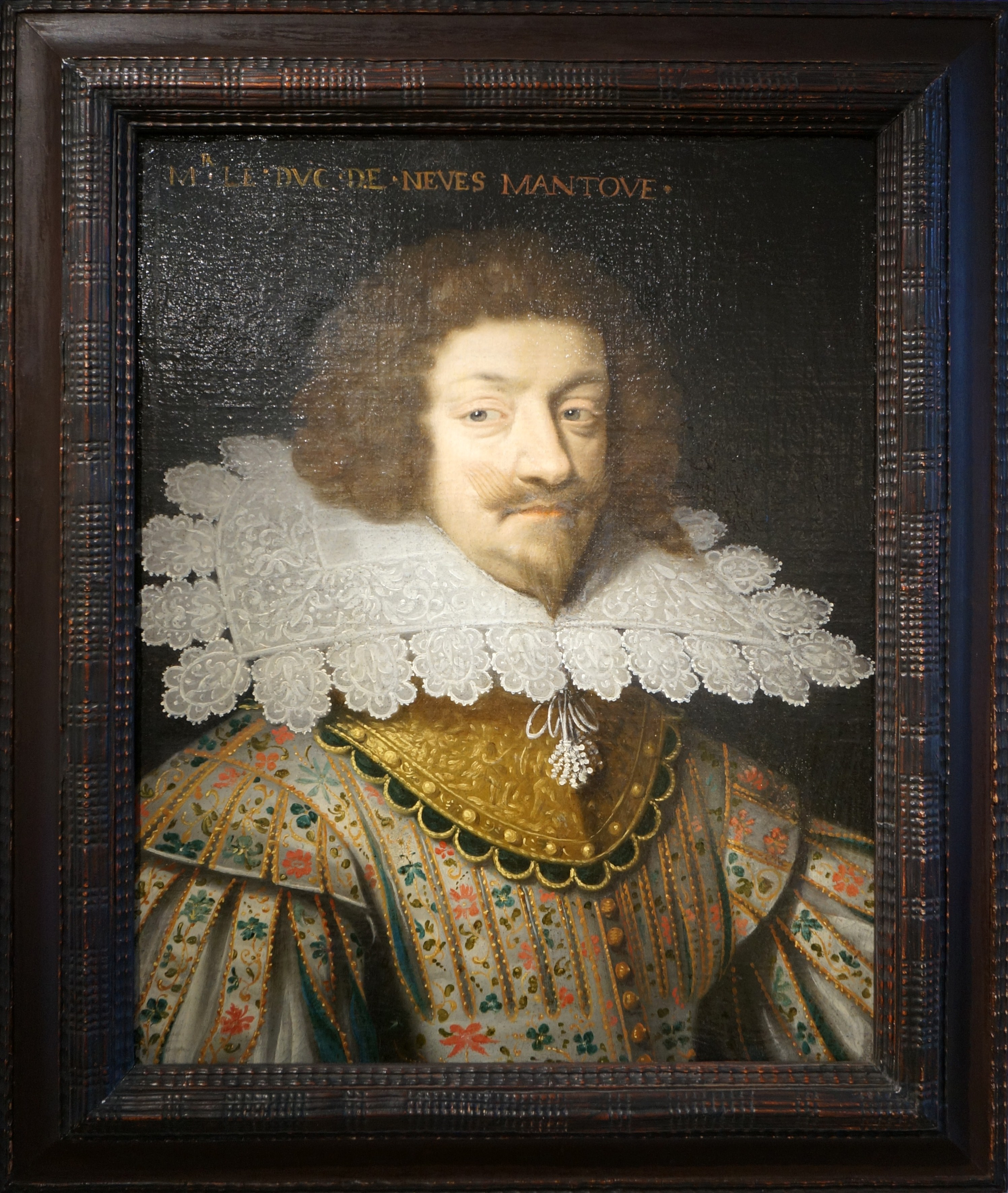
Карл I Гонзага-Неверський

Чоловік — Карл I Гонзага-Неверський
Дітиː
- Франсуа (1606—1622) — спадкоємець герцогств Неверу та Ретелю, одруженим не був, дітей не мав;
- Шарль (1609—1631) — герцог Майєнну у 1621—1631 роках, був одруженим з Марією Гонзага, мав двох дітей;
- Фердинанд (1610—1632) — герцог Майєнну та Егійонн у 1631—1632 роках, одруженим не був, дітей не мав;
- Марія Луїза (1611—1667) — дружина короля Речі Посполитої Владислава IV, згодом — наступного короля Яна II Казимира, мала сина та доньку від другого шлюбу;
- Бенедетта (1614—1637) — черниця, абатиса монастиря Авене-Валь-д'Ор;
- Анна Марія (1616—1684) — була таємно одружена із Генріхом II де Гізом, згодом — з графом Едуардом Пфальц-Зіммернським, мала трьох доньок від другого шлюбу.